# Brama Odrzańska w Opolu
Brama Odrzańska (zwana też "Wrocławską" albo "Nyską") – nieistniejąca już budowla w systemie fortyfikacji Opola, znajdująca się w osi dzisiejszej ulicy Katedralnej. Jako prawdopodobny czas jej powstania podaje się wiek XIII lub XIV. Bramę Odrzańską remontowano w ostatnim stuleciu jej istnienia, w roku 1817 oraz w 1828, kiedy – według projektu radcy budowlanego Krausego – poszerzono przejazd przez bramę i urządzono w niej pomieszczenia więzienne. Brama Odrzańska rozebrana została w roku 1889 jako ostatnia z bram miejskich Opola.
W grudniu 2007 podczas budowy sieci kanalizacyjnej pod ulicą Katedralną odkryto resztki fundamentów tej bramy.